# La Joya (Santiago de los Caballeros)
La Joya es un barrio en la periferia suroeste de la ciudad de Santiago de los Caballeros, en la provincia de Santiago en República Dominicana. El barrio, ubicado a orillas del Río Yaque del Norte, deriva su nombre de "la hoya" donde ese río se desvía de su curso al franquear obstáculos naturales.
La sábana donde está ubicada La Joya se había designado a finales del siglo diecinueve como un territorio hacia el que se extendería el centro de la ciudad, pero para 1905 ya se ubicaba allí un vecindario con el nombre de La Joya. Desde principio del siglo veinte se había designado terrenos para construir allí la Plaza de Marte, que luego se convertiría en la Plaza Valerio, hoy en día una zona de mercado adonde arriban viajeros de la sierra de la región de El Cibao durante sus visitas a la ciudad.
Este barrio ha sido popularmente conocido desde su fundación como un  lugar de fiesta, juegos de azar y tradiciones folklóricas ricas, que con el pasar de los años se ha convertido en uno de los vecindarios que contribuyen más participantes y colorido al carnaval que se celebra cada febrero en la ciudad.
Residentes de La Joya se han quejado públicamente de las malas condiciones de su barrio por decaimiento de la infraestructura, deficiente drenaje pluvial y malas condiciones de sus calles debido a descuido de las autoridades municipales.